# Heather Findlay and Chris Johnson, Live at the Cafe 68
Heather Findlay and Chris Johnson, Live at the Cafe 68 is het eerste livealbum van Heather Findlay hier bijgestaan door gitarist Chris Johnson. Johnson ondersteunde Findlay als bij de opnamen van haar eerste soloplaat, de EP The Phoenix Suite. Het album werd uitgegeven door NOVA, het platenlabel van Findlay's vorige band Mostly Autumn.

## Musici
- Heather Findlay – zang, percussie
- Chris Johnson – zang, gitaar

## Muziek
| Nr. | Titel                      | Duur |
| --- | -------------------------- | ---- |
| 1.  | Phoenix (Findlay)          | 5:43 |
| 2.  | Caught in a fold (Findlay) | 6:52 |
| 3.  | Blue light (Findlay)       | 4:31 |
| 4.  | Magpie (Findlay)           | 4:10 |
| 5.  | Dear someone (Findlay)     | 4:39 |
| 6.  | Out of season (Johnson)    | 4:51 |
| 7.  | Gaze (Johnson)             | 4:27 |
| 8.  | Evergreen (Johnson)        | 5;36 |
| 9.  | The dogs (Johnson)         | 5;29 |
| 10. | Yellow time (Findlay)      | 4:49 |
| 11. | Silver Glass (Johnson)     | 5:21 |